# Mitchell Parish
Mitchell Parish (né Michael Hyman Pashelinsky ; 10 juillet 1900 - 31 mars 1993) est un parolier américain.

## Jeunesse
Parish nait dans une famille juive en Lituanie,. Sa famille émigre aux États-Unis, arrivant le 3 février 1901 sur le SS Dresden alors qu'il a moins d'un an. Ils s'installent d'abord en Louisiane où sa grand-mère paternelle a des parents, mais déménagent ensuite à New York.

## Carrière
À la fin des années 1920, Parish est un parolier réputé de la Tin Pan Alley à New York.
Ses œuvres les plus connues incluent les paroles de chansons telles que The Scat Song, Stardust, Sweet Lorraine, Deep Purple, Stars Fell on Alabama, Sophisticated Lady, la traduction en anglais des paroles de Volare, Blue Skirt Waltz, Moonlight Serenade, Mr. Ghost Goes to Town, Sleigh Ride, One Morning in May et Louisiana Fairy Tale, qui est la première chanson thème utilisée dans la production PBS de This Old House.
En plus d'écrire les paroles de Stardust de Hoagy Carmichael, il collabore avec ce dernier sur des standards tels que Riverboat Shuffle et One Morning in May.
En 1949, Parish ajoute des paroles à la chanson du chef d'orchestre Al Goodman The Allen Stroll, qui est jouée alors que le comédien de radio Fred Allen fait une promenade sur Allen's Alley, un segment vedette de l'émission hebdomadaire d'Allen. La nouvelle chanson, Carousel of Love, est créée au Fred Allen Show le 4 avril 1949. Elle est chantée par les DeMarco Sisters et jouée par Al Goodman and his Orchestra.
En 1951, il écrit les paroles anglaises de la chanson française Maître Pierre écrite en 1948 par Henri Betti (musique) et Jacques Plante (paroles). Le titre de la chanson devient The Windmill Song et elle a été enregistrée par The Andrews Sisters avec l'orchestre de Gordon Jenkins.
En 1987, une revue intitulée Stardust est mise en scène à Broadway avec les paroles de Parish. 101 représentations sont donnés, elle est relancée en 1999. Dans une interview, Parish affirme avoir également écrit les paroles du standard de Duke Ellington Mood Indigo, bien qu'elles soient créditées à Irving Mills. Il dit se sentir « quelque peu triste, mais plus amer. »
Le petit-neveu de Parish était le machiniste de Grateful Dead Steve Parish, qui décrit la rencontre de Parish avec Jerry Garcia dans son autobiographie, Home Before Day Light.
En 1972, Mitchell Parish est intronisé au Songwriters Hall of Fame.

## Décès
Parish est décédé en 1993 à Manhattan à l'âge de 92 ans. Il est enterré au Beth David Cemetery à Elmont (New York).

## Œuvres de Broadway
- Continental Varieties (1935) - revue - parolier
- Lew Leslie's Blackbirds of 1939 (1939) - revue - interprète
- Earl Carroll's Vanities of 1940 (1940) - revue - parolier
- Bubbling Brown Sugar (1976) - revue - parolier vedette
- Sophisticated Ladies (1981) - parolier de "Sophisticated Lady"
- Stardust (1987) - revue - parolier